# Cneu Pédio Casco
Cneu Pédio Casco (em latim: Gnaeus Pedius Cascus) foi um senador e general romano nomeado cônsul sufecto para o nundínio de março a abril de 71 com o futuro imperador Domiciano. Depois do consulado foi legado imperial na Dalmácia.